# Абдулрахман Мохаммад Алі Хусаїн
Абдулрахман Мохаммад Алі Хусаїн (араб. عبد الرحمن محمد; нар. 16 березня 1988, Катар) — катарський футболіст, півзахисник «Аль-Харатіята».

## Клубна кар'єра
Абдулрахман Мохаммад народився 16 березня 1988 року в Катарі. Футбольну кар'єру розпочав 2007 року в «Аль-Аглі» (Доха). З 2014 по 2020 рік виступав за «Лехвію», «Аль-Вакра», «Аль-Аглі» (Доха), «Катар» та «Ас-Сайлія». З 2020 року виступає за «Аль-Харатіят».

## Кар'єра в збірній
У футболці національної збірної Катару дебютував 30 травня 2014 року в нічийному (0:0) домашньому товариському поєдинку проти Північної Македонії. Єдиним голом за національну команду відзначився 9 жовтня 2014 року на 74-й хвилині товариського переможного (5:0) домашнього поєдинку Лівану. З 2014 по 2016 рік провів 13 матчів за національну команду, в якій відзначився 1-м голом.